# Sidi M'Hamed Ben Ali
Sidi M'Hamed Ben Ali è un comune dell'Algeria, situato nella provincia di Relizane.